# 国鉄ホキ2500形貨車
国鉄ホキ2500形貨車（こくてつホキ2500がたかしゃ）は、日本国有鉄道（国鉄）が1967年（昭和42年）から1969年（昭和44年）にかけて、石灰石輸送用に製造した35 t積の無蓋貨車（ホッパ車）である。172両（ホキ2500 - ホキ2671）が日本車輌製造（輸送機工業とのグループ製作）で製造された。

## 構造
これ以前に輸送単位増加に計画されたホキ2900形やホキ2000形は大型化しすぎて地上設備との適合性が悪かったので「地上施設との適合性」を最優先に一から設計し、さらに軽量化も行われたため積載量の増加でわずかに車両長が伸びてはいるがホキ2900形と違って輸送効率自体は下げずに全国で運用ができるようになった。
荷役方式は側開き式であり、側扉の開閉を行い自重落下により行った。側扉の開閉は手動、自動いずれも可能であり、自動の場合は加圧空気による空気シリンダーの動作によって行われた。全長10,000 mm、全幅2,870 mm、全高2,498 mm、台車中心間距離は6,150 mm、容積24.1 m3、軸距は6,150 mm、自重は14.9t、外部塗色は赤3号である。

## 仕様別詳説
初期型
ホキ2500 - ホキ2539が該当。1967年度に製造された最初の40両で、試作的要素を含んでいた。車体両側面にある扉には「叩き板」と呼ばれる円形の鉄板が設けられていたのが特徴である。これは車体の裾部分に石灰石がこびり付いている時に、ここをハンマーなどで叩いて衝撃を与える（通称「ガンガン叩き」）ことによって、石灰石を剥がし落とす役割を担うのと同時に、叩く場所を指定する意味合いもあったとされている。
ブレーキ装置は、山間部など勾配が多い路線における運用を念頭に、附加空気溜が付いたASD方式を採用、台車はスリーピース形状を基本に左右の側梁をつなぎ梁で結合し走行性能を改善したTR213とした。
大半は関東地方における石灰石輸送に充当されたが、ホキ2502のみが東海地方で焼結鉱（しょうけつこう）輸送に用いられた。
中期型
ホキ2540 - ホキ2589が該当。初期型の使用実績を基に、その問題点を改良した50両が1968年度に製造・増備されている。初期型に設けられていた叩き板を製造段階で廃止したほか、複数個所に改良が施されていた。
後期型
ホキ2590 - ホキ2671が該当。1969年度に製造された82両。初期型・中期型と同一の外観ながら、ブレーキ装置が改良されている。

## 派生形式
ホキ9500形
一部の車両は新製の車両とは別に、本形式を私有貨車として車籍編入した車両があり、主要諸元は本形式と概ね同一である。
1996年（平成8年）から1998年（平成10年）にかけて、石灰石の採掘・販売を行う奥多摩工業（東京都）、河合石灰工業（岐阜県）、矢橋工業（岐阜県）の3社がそれまで使用していたホキ2500形を購入し、改造後車籍編入したものがある。

## 運用の変遷
主に関東地方の奥多摩駅（東京都） - 浜川崎駅（神奈川県）間（青梅線・南武線）と東海地方の美濃赤坂駅（岐阜県） - 笠寺駅（愛知県）間（東海道本線）で専用貨物列車として用いられたが、東海地方で運用されていたホキ2500形は通常の石灰石だけでなく焼結鉱用の粉末状石灰石にも用いられていたため、飛散防止のための天蓋が設けられていた。
1987年（昭和62年）4月1日に実施された国鉄分割民営化に伴い、122両が日本貨物鉄道（JR貨物）へ承継された。
1998年（平成10年）8月13日に青梅線・南武線での石灰石輸送が終了。移転先の東海地方でもホキ9500形への編入改造が進み、1999年（平成11年）度を最後に形式消滅した。